# Aconitum sajanense
Aconitum sajanense är en ranunkelväxtart. Aconitum sajanense ingår i släktet stormhattar, och familjen ranunkelväxter.

## Underarter
Arten delas in i följande underarter:
- A. s. czerepninii
- A. s. sajanense

## Bildgalleri

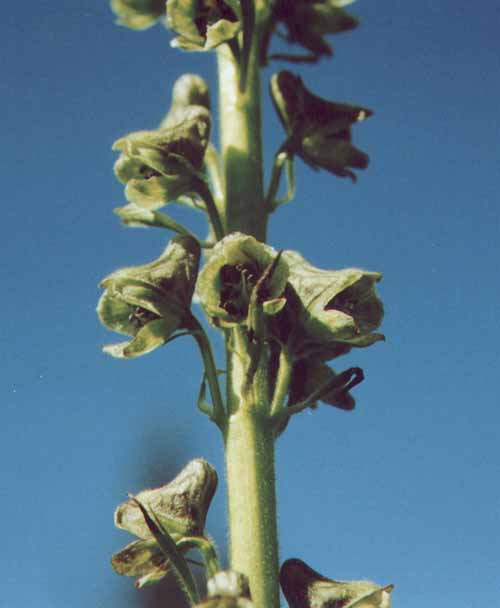
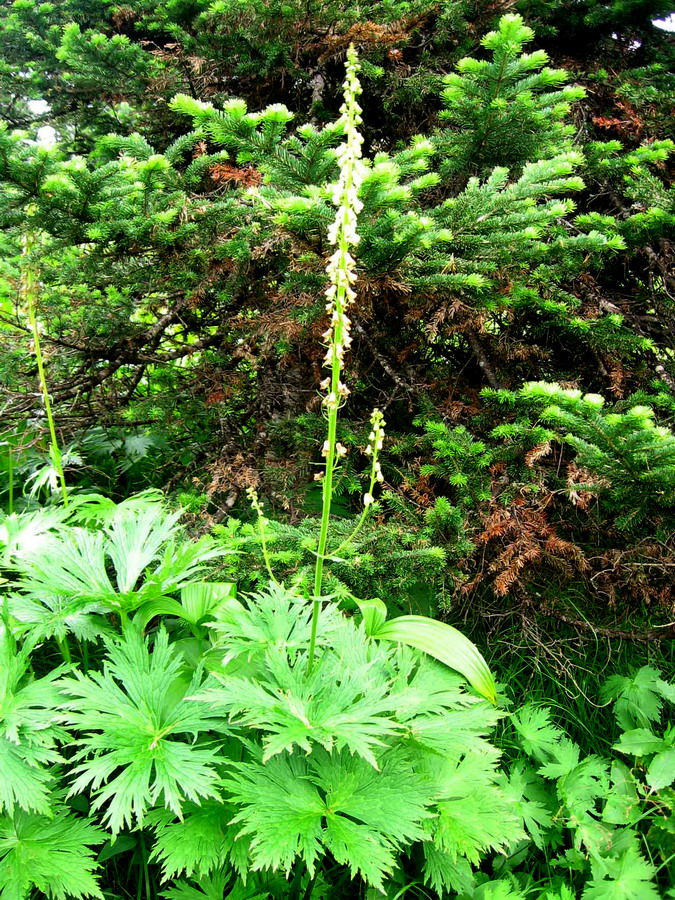